# Du Almægtige, Evan
Du Almægtige, Evan er en amerikansk komedie fra 2007 og en efterfølger til filmen Bruce Den Almægtige fra 2003. Den blev instrueret af Tom Shadyac og havde Steve Carell, Lauren Graham og John Goodman i rollerne. Hertil kommer, Morgan Freeman tilbage i sin rolle som Gud fra forgængeren.

## Handling
Efter at han netop er blevet valgt til kongressen i New York, beslutter den tidligere nyhedsreporter Evan Baxter (Steve Carell) sig for at flytte fra Buffalo til forstæderne i den nordlige del af Virginia med hans familie, hvor han begynder sin kampagne, at han kommer til at ændre verden, uden at forklare, hvordan han agter at gøre dette. På den første dag på sit job, bliver Evan givet førsteklasses kontorlokaler og opfordret til at co-sponsor et lovforslag sammen med top kongresmedlem Chuck Lang.
På hans første dag, møder han Marty (John Michael Higgins), Rita Daniels (Wanda Sykes) og kongresmedlem Chuck Long (John Goodman).
Kort efter Evan ankomst til Kongressen, begynder mærkelige ting at ske: Hans vækkeur går gentagne gange i gang kl 06:14, gamle redskaber og træ er sendt til hans hus, dyr følge Evan uden nogen synlig grund, han vokser et skæg, der umiddelbart kommer igen ligegyldigt hvor mange gange han barberer sig, otte ledige grunde i Evan nabolag er købt i hans navn, og nummeret "614" forekommer i stigende grad overalt hvor han går. Evan lærer snart, at tallet refererer til vers i Første Mosebog, hvor Gud (Morgan Freeman) beder Noa at bygge en ark i forberedelse til en Syndflod. Gud optræder gentagne gange i forskellige forklædninger, hjerteligt insisterede på, at Evan skal bygge en ark. Evan familie tror i første omgang at han gennem går en krise.  Gud fortæller Evan syndfloden kommer midt på dagen den 22. september.

## Medvirkende
Både Jim Carrey og Jennifer Aniston sagde nej til at medvirke i filmen. Selvom Jim Carrey lavede en efterfølger til Ace Ventura: Når Naturen Kalder, er han ikke den store fan af, at spille den samme rolle igen.
| Skuespiller          | Rolle                      |
| -------------------- | -------------------------- |
| Steve Carell         | Evan Baxter                |
| Morgan Freeman       | Gud                        |
| Lauren Graham        | Joan Baxter                |
| John Goodman         | Kongresmedlem Long         |
| Wanda Sykes          | Rita                       |
| John Michael Higgins | Marty                      |
| Jonah Hill           | Eugene Tenanbaum           |
| Jimmy Bennett        | Ryan Baxter                |
| Graham Phillips      | Jordan Baxter              |
| Johnny Simmons       | Dylan Baxter               |
| Rachael Harris       | Markie Parkington          |
| Molly Shannon        | Ejendomsmægler Eve Adams   |
| Ed Helms             | Ed Carson                  |
| Maile Flanagan       | Post-dame                  |
| Jon Stewart          | Hamselv                    |
| Catherine Bell       | Susan Ortega (ukrediteret) |

## Eksterne Henvisninger
- Du Almægtige på Internet Movie Database (engelsk)
- Du Almægtige på Filmdatabasen
- Du Almægtige på Scope
- Du Almægtige i Svensk Filmdatabas (svensk)
- Du Almægtige på AlloCiné (fransk)
- Du Almægtige på MovieMeter (nederlandsk)
- Du Almægtige på AllMovie (engelsk)
- Du Almægtige hos American Film Institute (engelsk)
- Du Almægtige på Turner Classic Movies (engelsk)
- Du Almægtige på The Movie Database (engelsk)